# SN 2007kk
SN 2007kk – supernowa typu Ia odkryta 28 września 2007 roku w galaktyce UGC 2828. W momencie odkrycia miała maksymalną jasność 18,30m.